# Tallahatchie County

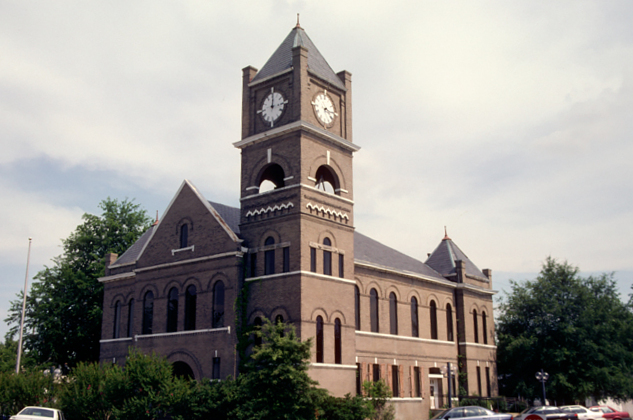
Das Tallahatchie County Second District Courthouse in Sumner, seit 2007 im NRHP gelistet

Das Tallahatchie County ist ein County im US-Bundesstaat Mississippi. Das U.S. Census Bureau hat bei der Volkszählung 2020 eine Einwohnerzahl von 12.715 ermittelt.
Die Verwaltungssitze (County Seat) sind Charleston und Sumner, womit das Tallahatchie County zu den zehn Countys in Mississippi gehört, die zwei County-Verwaltungen haben.

## Geographie
Das County liegt im Nordwesten von Mississippi und hat eine Fläche von 1689 Quadratkilometern, wovon 21 Quadratkilometer Wasserfläche sind. Es grenzt an folgende Countys:
| Coahoma County   | Quitman County | Panola County    |
|                  |                | Yalobusha County |
| Sunflower County | Leflore County | Grenada County   |

## Geschichte
Tallahatchie County wurde am 31. Dezember 1833 aus Teilen des Choctaw-Landes gebildet. Benannt wurde es nach dem hier verlaufenden Tallahatchie River.
Neun Bauwerke und Stätten des Countys sind im National Register of Historic Places eingetragen (Stand 3. Februar 2018).

## Demografische Daten
Nach der Volkszählung im Jahr 2000 lebten im Tallahatchie County 14.903 Menschen in 5263 Haushalten und 3826 Familien. Die Bevölkerungsdichte betrug 9 Personen pro Quadratkilometer. Ethnisch betrachtet setzte sich die Bevölkerung zusammen aus 39,62 Prozent Weißen, 59,43 Prozent Afroamerikanern, 0,09 Prozent amerikanischen Ureinwohnern, 0,36 Prozent Asiaten und 0,05 Prozent aus anderen ethnischen Gruppen; 0,46 Prozent stammten von zwei oder mehr Ethnien ab. 0,92 Prozent der Bevölkerung waren spanischer oder lateinamerikanischer Abstammung, die verschiedenen der genannten Gruppen angehörten.
Von den 5263 Haushalten hatten 34,0 Prozent Kinder unter 18 Jahren, die mit ihnen lebten. 43,5 Prozent waren verheiratete, zusammenlebende Paare, 23,5 Prozent waren allein erziehende Mütter und 27,3 Prozent waren keine Familien. 24,6 Prozent aller Haushalte waren Singlehaushalte und in 11,6 Prozent lebten Menschen im Alter von 65 Jahren oder darüber. Die durchschnittliche Haushaltsgröße lag bei 2,81 und die durchschnittliche Familiengröße bei 3,36 Personen.
30,0 Prozent der Bevölkerung war unter 18 Jahre alt, 10,0 Prozent zwischen 18 und 24, 25,9 Prozent zwischen 25 und 44, 20,9 Prozent zwischen 45 und 64 Jahre alt und 13,2 Prozent waren 65 Jahre oder älter. Das Durchschnittsalter betrug 33 Jahre. Auf 100 weibliche kamen statistisch 87,8 männliche Personen und auf 100 Frauen im Alter von 18 Jahren oder darüber kamen 84,4 Männer.

Das durchschnittliche Einkommen eines Haushaltes betrug 22.229 USD, das einer Familie 26.509 USD. Männer hatten ein durchschnittliches Einkommen von 24.766 USD, Frauen 18.972 USD. Das Prokopfeinkommen lag bei 10.749 USD. Etwa 26,8 Prozent der Familien und 32,2 Prozent der Bevölkerung lebten unterhalb der Armutsgrenze.

## Städte und Gemeinden
| - Charleston - Glendora | - Sumner - Tutwiler | - Vance1 - Webb |

1 – teilweise im Quitman County